# Alessandra Vignoli
Alessandra Vignoli (Bologna, 29 giugno 1943 – Bologna, 18 dicembre 2022) è stata una poetessa italiana.

## Biografia
Alessandra è la primogenita di Farpi, scultore  e Eva Ronzani.
Cresce in una casa frequentata da artisti, in cui si spazia dall'arte figurativa di Paolo Manaresi e Luciano Minguzzi, all'architettura di Giuseppe Vaccaro e De Angelis, fino alla poesia di Alfonso Gatto.
Ultimati gli studi liceali, si iscrive alla facoltà di Lettere antiche, coltivando anche la passione per il balletto classico.
Terminati gli studi universitari insegna scultura al Liceo artistico di Bologna, al posto del padre.
Incitata a farlo dal primo maestro Alfonso Gatto, a partire dal 1981 pubblica diverse raccolte di poesie.
È tra le fondatrici del Gruppo '98 Poesia, «che aggrega presso la Libreria delle donne di Bologna un gruppo di scrittrici, provenienti dall'ambito del femminismo bolognese, appassionate di poesia e interessate a valorizzare la scrittura e l’arte femminile all'interno di un’esperienza collettiva.»
Di carattere riservato, generalmente non partecipa ai concorsi. 
Alessandra Vignoli scompare il 18 dicembre 2022 per le conseguenze di un'infezione.
Scrive il poeta toscano Antonio Rinaldi nella presentazione alla prima raccolta pubblicata, Poesie, dell''81 «[…]con la tua vita e con queste poesie di vera qualità - difficilmente riscontrabile nella attuale produzione di oggi - mostri di avere coraggio. Reagisci e vai avanti. Ma l'avanti è solo l'apparenza. In poesia, come in tutta la realtà, il progresso consiste solo nello scavare sempre più a fondo. E il tuo lavoro nei versi è proprio in questa direzione.[...]. Antonio Rinaldi - (Firenze, 5 maggio 1981)»
Così le risponde il poeta Eugenio Montale, pochi mesi prima della scomparsa: «Gentile Signorina, ho letto le Sue poesie che trovo non prive di interesse. Le faccio i miei più sinceri auguri. Eugenio Montale. Milano, 25/4/1981». (Lo scritto, con firma autografa del Maestro, è riportato integralmente nel libro: Poesie 2).
Anche il critico e scrittore Giovanni Raboni, lette alcune composizioni inviategli per un giudizio, esprime, in una prima occasione, il proprio apprezzamento per l'impegno profuso «[…]ho trovato nel suo lavoro una vena di toccante autenticità sentimentale, una sensibilità sottile e vibrante, insomma le tracce evidenti della storia di un'anima. Giovanni Raboni. (Milano, 12 novembre 1986).»
Nuovamente, nella presentazione autografa alla raccolta Tre momenti, del '90, Raboni scrive: «Gentile Alessandra Vignoli, ho letto e molto riletto le sue poesie nelle quali ho ritrovato le doti di sensibilità intensa e delicata che già avevo notato e afferrato nelle precedenti. Sono contento che Lei si mantenga fedele, nel tempo, a questa ispirazione di fondo e Le auguro buon lavoro. Mi creda, con le più sincere cordialità. Il suo Giovanni Raboni. Milano, 26/2/1990»

## Opere principali
- Poesie - 1981 -  Pres. di A. Rinaldi - Ponte Nuovo Editrice (Bo)
- Poesie 2 - 1987 - Pres. di G.Raboni - e lettera di E. Montale - Ponte Nuovo Ed. (Bo)
- Tre momenti - 1990 - Pres. di G.Raboni - Nuova Musa Edizioni(Bo)
- Palafitte di sogni - 1990 - Pres. di G. Armellini
- Una pallina in un flipper - 1994 - Ponte Nuovo Editrice(Bo) - Pres. S. Pulga
- Ali di vetro -1999 - Edizioni Tracce (Pescara)
- La campana del tempo - 2004 - Pres. E. Pouchard
- Petali di buio - 2005
- Poesie scelte - 2005
- Vetro soffiato - 2008
- Il duello - 2012 - Edizioni Tracce (Pescara) - Pres. di G. Armellini